# 浅羽通明
浅（淺）羽 通明（あさば みちあき、1959年〈昭和34年〉3月4日 - ）は日本の評論家。みえない大学本舗主宰。
元早稲田大学非常勤講師、元早稲田セミナー専任講師。学位は法学士。旧筆名は、村上道紀、みげる阿娑縛、きねずみあん。

## 経歴
1959年（昭和34年）、神奈川県横須賀市生まれ。1974年（昭和49年）、神奈川県立横須賀高等学校入学。同学年に後の評論家、東雅夫がおり、相互に影響を受ける。当時の浅羽はSFファンで、SF同人誌を発行していた。1977年（昭和52年）、早稲田大学法学部入学。1979年（昭和54年）、やはり早稲田に進学していた東雅夫が入会していた「幻想文学会」に、正式メンバーではなかったが、しばしば顔を出すようになる。倉阪鬼一郎ともこのころに知り合う。また堀切直人の面識を得る。そのうち、「幻想文学会」の別部門、レクチャー兼アジテーションを主な活動とするオカルト・異端思想についての会、「愛と憧憬の会」を主催するようになる。
1981年（昭和56年）、早稲田大学法学部卒業。1982年（昭和57年）、旧司法試験に合格するが、司法修習生時代に「自分には合わない」との理由でドロップアウトする。
学生時代から「乱調社（のちの『みえない大学本舗』）」をなのり、呉智英、荒俣宏、笠井潔などを招いての連続講演会「叛近代の贈り物」「大江戸ポストモダンの彼方に」等を企画するようになる。1987年（昭和62年）秋に実施された、講演会の内容は、『異界が覗く市街図』（小松和彦、山折哲雄、赤坂憲雄、宮田登、鎌田東二、芹沢俊介、佐々木宏幹)として、青弓社から単行本化された。一方、1988年（昭和63年）に出版した『ニセ学生マニュアル』で、学籍は無いが大学の講義を眺めてみたいという人（「ニセ学生」）向けに著名な教授・学者による講義の特色、実像などを観光ガイド風に紹介し話題となる。『ニセ学生マニュアル』は三部作となるが、初期のオカルト革命主義から、呉智英の影響を受けた「実社会へのフィードバックを考える思想」へと転向する。
1985年（昭和60年）、雑誌『幻想文学』11号（同年6月刊行）のインタビューに同行し、星新一宅を訪れた。
当時は大月隆寛と親しく、ともに、『少女民俗学』などで擬似民俗学的な主張をしていた大塚英志を批判した。また、1989年（平成元年）には大月とともに、異端の民俗学者・赤松啓介を招いてシンポジウムを開催した。いわゆる「第一次オタク世代」であり、「おたく」についての論考も多い。浅羽自身、一時はオカルト的な思想にかぶれており、おたく的感性がオカルトに転化する過程を論じた論考は、後に起きた「オウム真理教事件」を予見していたのではないかと『天使の王国』文庫版あとがきで述べている。
1988年（昭和63年）から2006年（平成18年）まで、呉智英が論語を講義する、公開講座「以費塾」を主催した。全盛期のムック『別冊宝島』にも評論を多数発表。その発展形の雑誌『宝島30』ではメイン・ライターの一人となる。1990年代には呉智英と共に、漫画家小林よしのりのブレーンとなり、小林の著作『ゴーマニズム宣言』中に「思想家」として登場し注目される。1995年（平成7年）6月に小林との共著『知のハルマゲドン』を出版した。しかし、1998年（平成10年）に出した『戦争論』以後の小林とは一線を劃し、歴史教科書問題（歴史認識問題 他）でも中立的な立場を取っている。

### 試験政治学
試験政治学の啓蒙家。『大学で何を学ぶか』においては、「『世間』の集合」である日本社会では、「ある大学に入るということは、その時点で『世間』に組み込まれることだ」と説いた。

### 教養論
『野望としての教養』・『教養論ノート』・『教養としてのロースクール小論文』と続く一連の「教養論」は、「教養」の意味づけが不透明になってしまった現代における教養の意味を、様々な観点から問い直す内容である。

### 流行神
「読者との直接取引」という持論から、20年以上に渡り、有料の個人ニューズレター「流行神（）」を発行している。その考えから、ウェブページ等のネット上への発信拠点のようなものを作っていなかった。同様の理由から、「電波メディア（テレビ、ラジオ等）」への出演依頼は全て断っている。「流行神」で「テレビは見ない」と述べている（「電波メディア｣以外、すなわち「映画」や「舞台演劇」等は見ている）。
舞台演劇を鑑賞している関係で舞台女優の裕木奈江と交流があり、「流行神」にも「姫」と称した彼女についての記載がみられる。また元々SFファンであるため、涼宮ハルヒシリーズの流行後は、「流行神」で同シリーズを題材にして論を展開することもある。

### 早稲田セミナー専任講師
長年に渡って、早稲田セミナー専任講師を務めてきたため、「流行神」での活動と、書き下ろしをメインとし、『宝島30』以外の雑誌への執筆は最小限に抑えてきた。しかし、2007年（平成19年）に早稲田セミナーが大日本印刷（DNP）へ事業委託することに伴い講師をリストラされたことから、「流行神」（’07.03／14号）にて「経済的事情と時間的余裕ゆえ、本年より浅羽通明は著述業者として量産体制に入ります。まずは、書き下ろし限定の著述姿勢を解除」と宣言した。

### Twitterとはてなブログ
2016年（平成28年）2月の著書『「反戦・脱原発リベラル」はなぜ敗北するのか』の刊行を機会として、同年1月25日からTwitterを開始、同年2月7日からはてなブログを開始。

### ふるほんどらねこ堂
2019年（令和元年）11月から、東京新宿区四谷にて、古書店「ふるほんどらねこ堂」を運営。

### 星読ゼミナール
2021年（令和3年）10月の著書『星新一の思想』の後書きにて、4年前（2017年（平成29年））ごろから星新一の読書会「星読（）ゼミナール」を主宰していることを周知した。同書は2022年（令和4年）、日本推理作家協会賞評論・研究部門の候補作となった。

### みえない大学本舗
早稲田大学の学生時代に浅羽が設立した「乱調社」が前身。現在は、浅羽のニューズレター「流行神（）」の編集兼発行元となっている。

## 著書
- 『ニセ学生マニュアル　いま、面白い〈知〉の最尖端講義300』徳間書店、1988年8月。ISBN 978-4-19-553743-5。
- 『試験のための政治学』早稲田経営出版、1988年9月。ISBN 4-89823-904-8。
  - 『試験のための政治学』（増補版）早稲田経営出版、1990年10月。ISBN 978-4-89823-904-9。
  - 『試験のための政治学』（改訂版）早稲田経営出版、1993年5月。ISBN 978-4-89823-913-1。
  - 『試験のための政治学』（第4版）早稲田経営出版、2001年5月。ISBN 978-4-8471-0647-7。
- 『ニセ学生マニュアル　平成元年〈逆襲版〉　ミーハーのための〈知〉の流行案内』徳間書店、1989年9月。ISBN 978-4-19-554055-8。
- 『ニセ学生マニュアル　死闘篇　知的スノビズムを超えるための気になる講義総覧』徳間書店、1990年10月。ISBN 978-4-19-554364-1。
- 『天使の王国　「おたく」の倫理のために』JICC出版局、1991年11月。ISBN 978-4-7966-0205-1。
  - 『天使の王国　平成の精神史的起源』幻冬舎〈幻冬舎文庫〉、1997年8月。ISBN 978-4-87728-486-2。
- 『澁澤龍彦の時代　幼年皇帝と昭和の精神史』青弓社、1993年8月。ISBN 978-4-7872-9083-0。
- 『思想家志願』幻冬舎、1995年8月。ISBN 978-4-87728-062-8。
- 『大学で何を学ぶか』幻冬舎、1996年4月。ISBN 978-4-87728-105-2。
  - 『大学で何を学ぶか』幻冬舎〈幻冬舎文庫〉、1999年4月。ISBN 978-4-87728-705-4。
- 『野望としての教養　大学講義』時事通信社、2000年6月。ISBN 978-4-7887-0063-5。
- 『教養論ノート』幻冬舎、2000年11月。ISBN 978-4-344-00030-8。
  - 『教養論ノート』リーダーズノート〈リーダーズノート新書 G302〉、2011年4月。ISBN 978-4-903722-25-2。
- 『ナショナリズム』筑摩書房〈ちくま新書 473 名著でたどる日本思想入門〉、2004年5月。ISBN 978-4-480-06173-7。
  - 『ナショナリズム　名著でたどる日本思想入門』筑摩書房〈ちくま文庫 あ45-1〉、2013年5月。ISBN 978-4-480-43051-9。
- 『アナーキズム』筑摩書房〈ちくま新書 474 名著でたどる日本思想入門〉、2004年5月。ISBN 978-4-480-06174-4。
- 『教養としてのロースクール小論文　講義録』早稲田経営出版、2005年5月。ISBN 978-4-8471-1897-5。
  - 『教養としてのロースクール小論文　講義録』 (上) 自己責任と資本制、早稲田経営出版、2009年7月。ISBN 978-4-8471-2774-8。
  - 『教養としてのロースクール小論文　講義録』 (下) 正義と実力と「世間」、早稲田経営出版、2009年7月。ISBN 978-4-8471-2775-5。
- 『右翼と左翼』幻冬舎〈幻冬舎新書 あ-1-1〉、2006年11月。ISBN 978-4-344-98000-6。
- 『浅羽通明同時代論集　治国平天下篇　天皇・反戦・日本』幻冬舎、2007年6月。ISBN 978-4-344-01342-1。 - 注記：「流行神」からのセレクト集。
- 『昭和三十年代主義　もう成長しない日本』幻冬舎、2008年4月。ISBN 978-4-344-01491-6。
- 『新書で大学の教養科目をモノにする政治学』光文社〈光文社新書 526〉、2011年6月。ISBN 978-4-334-03629-4。
- 『時間ループ物語論　成長しない時代を生きる』洋泉社、2012年11月。ISBN 978-4-8003-0018-8。
- 『「反戦・脱原発リベラル」はなぜ敗北するのか』筑摩書房〈ちくま新書 1168〉、2016年2月。ISBN 978-4-480-06883-5。
- 『『君たちはどう生きるか』集中講義　こう読めば１００倍おもしろい』幻冬舎〈幻冬舎新書 あ-1-2〉、2018年11月。ISBN 978-4-344-98521-6。
- 『星新一の思想　予見・冷笑・賢慮のひと』筑摩書房〈筑摩選書 0220〉、2021年10月。ISBN 978-4-480-01738-3。

## 共著・編著・共編著
- 小林よしのり 共著『知のハルマゲドン　ゴー宣・サリン・パープリン』徳間書店、1995年6月。ISBN 978-4-19-860314-4。
  - 小林よしのり 共著『知のハルマゲドン』幻冬舎〈幻冬舎文庫〉、1998年2月。ISBN 978-4-87728-561-6。
- 浅羽通明 編著『「携帯電話（モバイル）的人間」とは何か　“大デフレ時代”の向こうに待つ“ニッポン近未来図”』宝島社〈別冊宝島Real 014〉、2001年5月。ISBN 978-4-7966-2222-6。
- 浅羽通明 ほか『ライブドアに物申す!!　44人の意見』トランスワールドジャパン、2006年9月。ISBN 978-4-925112-89-5。